# Gia công phần mềm
Gia công phần mềm (tiếng Anh: Offshore Software R&D) được hiểu như việc làm thuê một phần hay toàn phần các dự án phần mềm với tư cách Gia công sản phẩm thay vì Sở hữu sản phẩm. Việc định đoạt sản phẩm thuộc về nơi thuê Gia công phần mềm.
Nhiệm vụ của đơn vị Gia công phần mềm là làm ra sản phẩm thỏa mãn yêu cầu của đơn vị, tổ chức thuê gia công, không tham gia vào việc kinh doanh sản phẩm - như vậy GCPM chỉ là 1 giai đoạn trong quá trình sản phẩm đến với người dùng.
Các công ty GCPM phải tính toán chi phí phù hợp được trả ngay khi gia công, vì thực chất họ không được sở hữu sản phẩm hay các lợi ích từ thương hiệu, uy tín của sản phẩm đó. Giá trị của phần mềm khi xuất hiện trên thị trường có thể rất lớn nhưng phần được hưởng của công ty GCPM nói chung là nhỏ. Việc Kinh doanh phần mềm trên thị trường Quốc tế và sự đáp ứng Cầu về phần mềm chủ yếu rơi vào các tập đoàn lớn - và cách của các Tập đoàn lớn làm là thuê các công ty bé (trong nước hay nước ngoài, nước kém phát triển hay nhân lực rẻ mạt...) sản xuất sản phẩm. Luôn có rất nhiều dự án phần mềm cần được gia công dành cho các công ty được coi là"làm thuê". Khi một công ty nhận gia công một phần mềm, tuy công ty này làm trọn vẹn, toàn phần phần mềm - nhưng, việc đó khác cơ bản so với việc Mua hay Đặt hàng phần mềm.

## Gia công phần mềm Việt Nam
Có thể nói gia công phần mềm là một ngành chiến lược của rất nhiều các công ty hiện nay ở Việt Nam. Khi mà sự đòi hỏi về tin học hóa hoạt động doanh nghiệp ngày càng lớn, nhằm tăng hiệu quả sản xuất kinh doanh và tăng khả năng cạnh tranh của doanh nghiệp, hơn nữa khi mà sự thiếu hụt về chuyên gia trong lĩnh vực phần mềm và công nghệ thông tin đã trở nên khẩn thiết, thì việc chuyển giao việc phát triển quản lý một phần hoặc toàn bộ mảng tin học bao gồm phần cứng và phần mềm cho một đội ngũ chuyên nghiệp, có chất lượng cao, sẵn sàng phục vụ đúng lúc và đáng tin cậy, trở thành một trong những lựa chọn tốt nhất để giải quyết tình trạng này.
Trong rất nhiều trường hợp, việc chuyển giao mang lại sự tăng tiến cả về số lượng lẫn chất lượng cũng như giảm giá thành sản phẩm một cách đáng kể. Tuy nhiên, các nhà lập trình hoặc quản trị dự án có tài năng và tâm huyết luôn là nguồn tài nguyên quý hiếm, nhất là ở những nước đang phát triển như Việt Nam.
Ngành gia công phần mềm của Việt Nam đang đứng trước nhiều thử thách khi mà sắp tới hiệp định TPP được ký kết có hiệu lực tại Việt Nam chúng ta sẽ phải cạnh tranh với rất nhiều nước.Bên cạnh đó trình độ chuyên môn tiếng Anh của các kỹ sư tại Việt Nam khá kém không thể giao tiếp được từ đó gây ra rào cản ngôn ngữ với các doanh nghiệp nước ngoài làm giảm lợi nhuận đáng kể.
Các công ty gia công phần mềm tại Việt Nam thường phát triển một cách khá tự phát quy mô rất nhỏ lẻ cho nên  khó có thể  triển khai một dự án gia công phần mềm có quy mô lớn đây là một nhược điểm của ngành gia công phần mềm Việt Nam
Vì vậy nhà nước cùng các doanh nghiệp cần bắt tay vào giải quyết về khâu nhân sự cũng như định hướng rõ ràng trong việc phát triển ngành để trong tương lai gia công phần mềm Việt Nam sẽ có tiếng nói trên toàn thế giới.